# Rosa murieliae
Rosa murieliae är en rosväxtart som beskrevs av Alfred Rehder och E.H. Wilson. Rosa murieliae ingår i släktet rosor, och familjen rosväxter. Inga underarter finns listade i Catalogue of Life.